# Double ka meetha
El Double Ka Meetha es un postre típico de la cocina india elaborado con pan (generalmente duro), leche y copiosas cantidades de azúcar y crema doble. Es uno de los muchos platos nupciales tradicionalmente servidos en la ciudad Hyderabad (India). El postre se aromatiza generalmente con azafrán. 